# Narcose (roman)
Pour les articles homonymes, voir Narcose.
Narcose  — Green for Danger dans l'édition originale britannique — est un roman policier publié par Christianna Brand en 1944. C'est le deuxième roman de la série mettant en scène l'inspecteur Cockrill.

## Personnages
- Inspecteur Cockrill : inspecteur de police chargé de l'enquête
- Docteur Major Moon : chirurgien de Heresford
- Gervase Eden : beau chirurgien londonien
- Docteur "Barney" Barnes : anesthésiste qui se croit responsable du décès de Higgins
- Marion Bates : infirmière professionnelle
- Jane "Woody" Woods : infirmière volontaire dans la quarantaine
- Ester Sanson : infirmière volontaire
- Frederica "Freddy" Linley : jeune infirmière volontaire
- Joseph Higgins : facteur et chef régional de l'équipe de sauvetage
- McCoy : sergent chargé de la sécurité de l'hôpital
- Bray : sergent de police
- Martha Pine : policière
- P. C. Willing : policier

## Résumé
Pendant la Seconde Guerre mondiale, à l'hôpital militaire de Heron's Park, près de Heresford, dans le Kent, sept personnages sont témoins de la mort d'un patient par narcose pendant une opération de routine. La victime, John Higgins, est un facteur, mais également le chef régional de l'équipe de sauvetage, blessé lors d'un bombardement. 
Dépêché sur les lieux, l'inspecteur Cockrill croit d'abord à un simple accident et est prêt à classer l'affaire. Mais au cours d'une party bien arrosée, Marion Bates, l'une des infirmières, prise de boisson, affirme que le facteur a été assassiné et qu'elle connaît l'identité du coupable. On la retrouve morte peu de temps après. Puis il se produit deux autres tentatives de meurtre sur des membres de l'équipe. L'inspecteur Cockrill est alors bien décidé à démasquer et mettre en échec cet assassin fou qui terrorise tout l'hôpital.

## Particularités du roman
« Considéré par la critique comme l'un des meilleurs romans policiers sur le monde médical, Narcose est un passionnant document sur l'Angleterre sous le blitz des années 40 et les V.A.D. (Voluntary Aid Detachment) affectés dans les hôpitaux militaires ».

## Honneurs
Narcose occupe la 84e place au classement des cent meilleurs romans policiers de tous les temps établie par la Crime Writers' Association en 1990.

## Éditions
Éditions originales en anglais
- (en) Christianna Brand, Green for Danger, Londres, Bodley Head/Carrol & Graf, 1944 (OCLC 229223572) - édition britannique
- (en) Christianna Brand, Green for Danger, New York, Dodd Mead, 1944 (OCLC 2881188) - édition américain

Éditions françaises
- (fr) Christianna Brand (auteur) et Gabrielle Ferraris (traducteur), Narcose [« Green for Danger »], Genève, Ditis, coll. « Détective-club (Suisse) no 20 », 1946, 223 p.
- (fr) Christianna Brand (auteur) et Gabrielle Ferraris (traducteur), Narcose [« Green for Danger »], Paris, Ditis, coll. « Détective-club (France) no 4 », 1947, 223 p. (BNF 31865072)
- (fr) Christianna Brand (auteur) et Gabrielle Ferraris (traducteur), Narcose [« Green for Danger »], Paris, J'ai lu, coll. « J'ai lu. Policier no 28 », 1965, 256 p. (BNF 32931989)
- (fr) Christianna Brand (auteur) et Gabrielle Ferraris (traducteur), Narcose [« Green for Danger »], Paris, Librairie des Champs-Élysées, coll. « Le Masque no 1877 », 1987, 221 p. (ISBN 2-7024-1758-2, BNF 34908314)

## Adaptation cinématographique
- 1946 : La Couleur qui tue, film britannique réalisé par Sidney Gilliat, avec Alastair Sim (Inspecteur Cockrill) et Trevor Howard (Dr Barney Barnes)

## Sources
- Jacques Barzun et Wendell Hertig Taylor, A Catalogue of Crime, New York, Harper & Row, 1989.   (ISBN 0-06-015796-8)
- Jacques Baudou et Jean-Jacques Schleret , Les Métamorphoses de la chouette : Détective-club, Paris, Futuropolis, 1986, 191 p. (ISBN 978-2-7376-5488-6), p. 36.
- Jean Tulard, Dictionnaire du roman policier : 1841-2005. Auteurs, personnages, œuvres, thèmes, collections, éditeurs, Paris, Fayard, 2005, 768 p. (ISBN 978-2-915793-51-2, OCLC 62533410), p. 522-523 (notice sur Narcose).